# Pápa
Pápa [ˈpaːpɒ] (deutsch veraltet: Poppa) ist eine ungarische Stadt im gleichnamigen Kreis im Komitat Veszprém mit etwa 33.000 Einwohnern.

## Lage und Geschichte
Die durch den Barock geprägte Stadt liegt an der Tapolcza, in etwa auf halber Strecke zwischen Győr (Raab) und dem Balaton (Plattensee). Die erste schriftliche Erwähnung datiert aus dem Jahre 1061. Eine große Bedeutung für das Umland hat die „Schulstadt“ Pápa auf dem Bildungssektor. Auch zwei Abteilungen der Pannonischen Universität Veszprém finden sich hier.
Sie liegt am Schnittpunkt des Bakonywalds und der Kleinen Ungarischen Tiefebene. Sie ist auch Kultur-, Wirtschafts- und Fremdenverkehrszentrum der Region. Die Stadt entwickelte sich im 15. Jahrhundert zu einem Marktflecken. Hier siedelte sich der Franziskaner-, später dann der Paulinerorden an. Pápa war im Spätmittelalter das bedeutendste Zentrum des Protestantismus in Westungarn. Daher wird Pápa mit seinen 13 Gotteshäusern auch die Stadt der Kirchen genannt. Im 16. und 17. Jahrhundert befand sich Pápa wiederholt in türkischer Hand und wurde 1707 auf Befehl des kaiserlichen Generals Heister verbrannt. Am 12. Juni 1809 fand hier ein Avantgarde-Gefecht zwischen Franzosen und Österreichern statt.
1944 wurde die jüdische Bevölkerung Pápas ghettoisiert und in das KZ Auschwitz deportiert.

## Latènezeitliches Gräberfeld
Im Ortsteil Borsosgyőr, einem früher selbständigen Dorf, wurden 1965 in der Malomút-Sandgrube keltische Gräber freigelegt. Das Lokalmuseum Pápa hat Rettungsgrabungen durchgeführt, wobei festgestellt wurde, dass die Gräber durch den Sandabbau und frühere Obstkulturen bereits stark beschädigt waren. Von den insgesamt noch 18 aufgefundenen Gräbern waren einige auch schon zeitgenössisch beraubt worden. Die Ausrichtung der meisten Gräber war in Süd-Nord-Richtung, sechs davon abweichend in NO-SW-Richtung. Der Zeitraum der Belegung wurde mit später Frühlatène (LTB II, 380–250 v. Chr.) bis Mittellatène (LTC I, 250–150 v. Chr.) datiert. Besonders bemerkenswert war das (Krieger-)Grab 18, in dem als Grabbeigaben eine Eisenlanzenspitze, ein Eisenschwert mit Scheide, ein Schildbuckel, ein eiserner Gürtelhaken, sowie Keramikgefäße und Speisebeigaben gefunden wurden. Dieses Grab konnte zum Ende des 4. Jh. v. Chr. bis zum Anfang des 3. Jh. v. Chr. datiert werden.

## Sehenswürdigkeiten
Das Esterházy-Schloss geht auf eine Burganlage zurück, die Palatin Nikolaus Garai 1408–1432 erbauen ließ. 1626 kam sie durch Erbschaft in den Besitz Nikolaus Esterházys. Während des Rákóczi-Aufstands wurde die Burg zerstört. 1717 begann der Neubau als Barockschloss. Die Bauleitung lag ab 1743 bei Franz Anton Pilgram, dessen groß angelegte Pläne jedoch nur teilweise verwirklicht wurden. Ende der 1750er Jahre erbte Bischof Karl Eszterházy († 1799) das Schloss und ließ es in der größtenteils bis heute erhaltenen Gestalt fertigstellen.
Zwischen Schloss und Stadt ließ Bischof Eszterházy in den Jahren 1774–1786 die große römisch-katholische Kirche St. Stephan (Szent István vértanú-templom) errichten. Die Pläne des doppeltürmigen Gotteshauses, heute ein Wahrzeichen der Stadt, stammen von Jakob Fellner, die Deckenfresken von Franz Anton Maulpertsch. Vor dem Portal der Kirche steht seit 2000 eine Statue Karl Eszterházys von László Marton.
Die von den Paulinern 1744 erbaute Weiße Kirche (die heutige Benediktinerkirche) hat eine wertvolle, mit Holzschnitzereien verzierte Einrichtung. Im Vordergrund steht der so genannte Mohrenchristus aus dem 17. Jahrhundert. Die Franziskanerkirche aus den Jahren 1678–1680 befindet sich in der Brüderstraße (Barát utca). Pápa ist seit dem 16. Jahrhundert das Zentrum des Reformierten Kirchenbezirks von Transdanubien. Sehenswert ist die zweitürmige reformierte Großkirche im Neo-Renaissance-Stil, die 1941 fertiggestellt wurde. Das reformierte Kollegium, dessen geistliche Ausstrahlung seit Jahrhunderten das Leben der Stadt prägt, wurde 1531 gegründet. Das heutige Gebäude wurde 1895–1899 errichtet. Heute beherbergt es ein Gymnasium und den Komplex der Reformierten Sammlungen Pápa (Bibliothek, Archiv, Museum). In der Sándor-Petőfi-Straße steht das Alte Kollegium (Ókollégium), daneben wurde das ehemalige Wohnhaus von Sándor Petőfi (1842) mit einer Gedenktafel versehen. Das Museum der Kirchenkunst hat eine ständige Ausstellung in der Reformierten Altkirche. Gegenüber befindet sich das „Blaufärbermuseum“. Hier befand sich einst die Blaufärberwerkstätte der Familie Kluge, damals einer der bedeutendsten Betriebe dieser Art in Europa. Die im Original erhaltene Einrichtung ist auch heute noch zu besichtigen. Die „Apotheke zum Granatapfel“ neben dem städtischen Krankenhaus ist zugleich ein Apothekenmuseum. Im Zentrum der Stadt stehen noch zahlreiche wichtige Gebäude, die in ihrer ursprünglichen Form erhalten wurden. Der Stadt Pápa wurde 1989 eine Auszeichnung für die vorbildliche Revitalisierung der Altstadt verliehen. Ein weiteres berühmtes Gebäude der Stadt ist das Schloss Esterházy, dessen Park unter Naturschutz steht. Der Lesesaal der Bibliothek sowie die ehemalige Schlosskapelle wurden nach der Renovierung mit dem Europa-Nostra-Preis ausgezeichnet. Berühmt ist das dortige Deckenfresko. Von 1988 bis zum April 2015 wurde das Schloss vollständig saniert. Neben dem Schloss und der Großkirche am renovierten Hauptplatz besitzt die Stadt weitere barocke Wohnhäuser. Im historischen Teil der barocken Kleinstadt befinden sich zahlreiche Gebäude, die unter Denkmalschutz stehen.
Die Synagoge wurde 1846 erbaut.

## Fotos

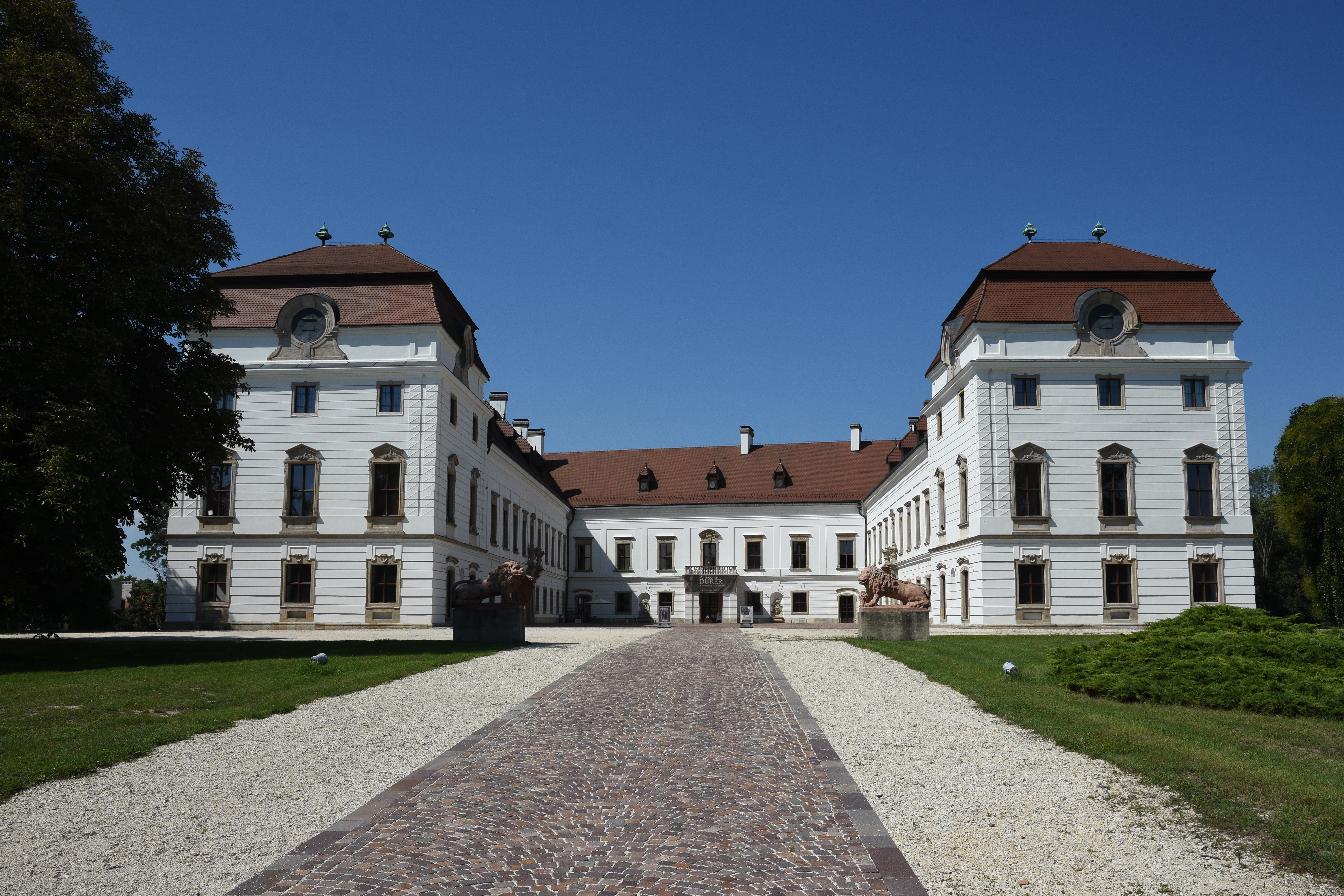
Schloss Esterházy
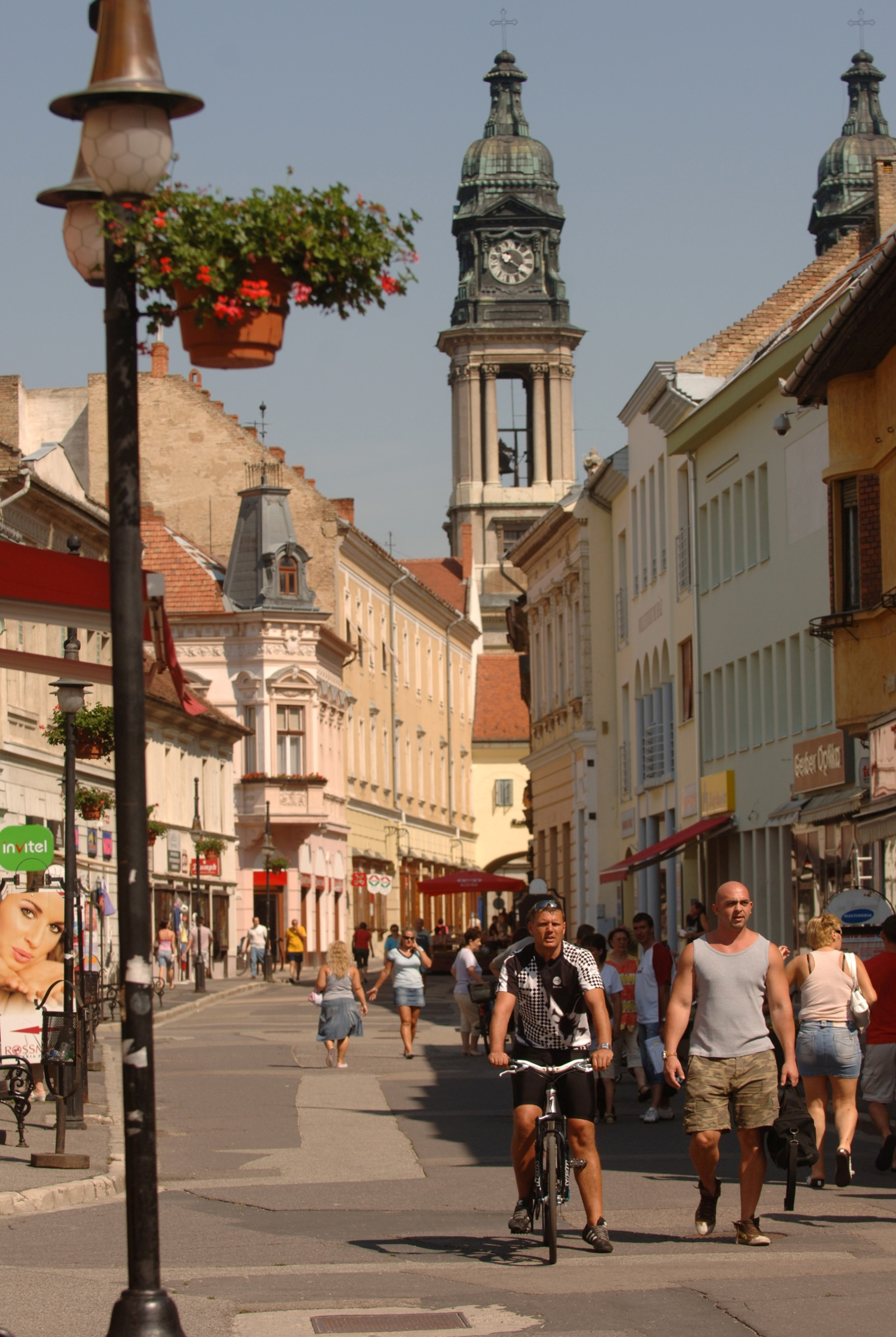
Innenstadt
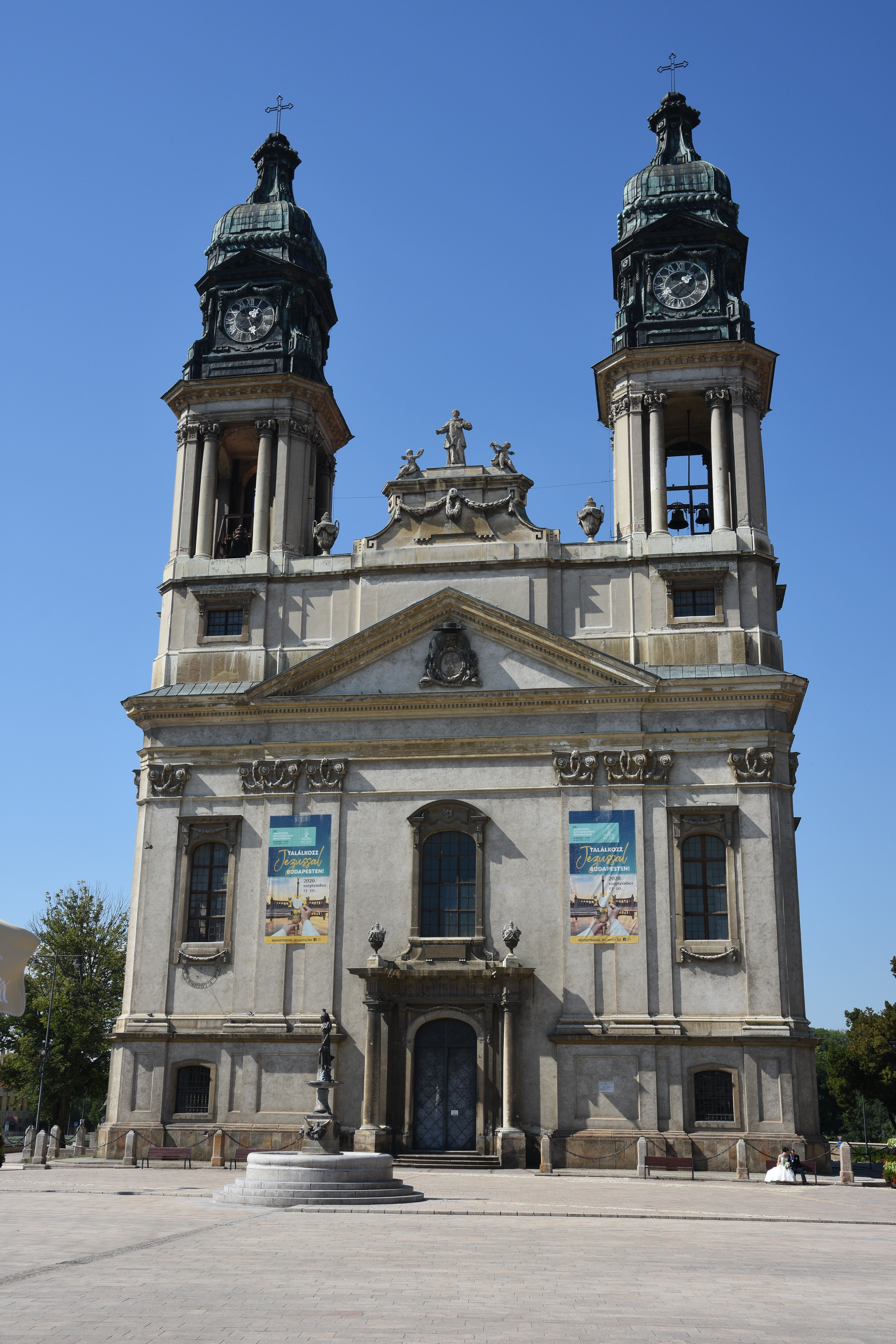
Römisch-katholische Kirche Szent István vértanú
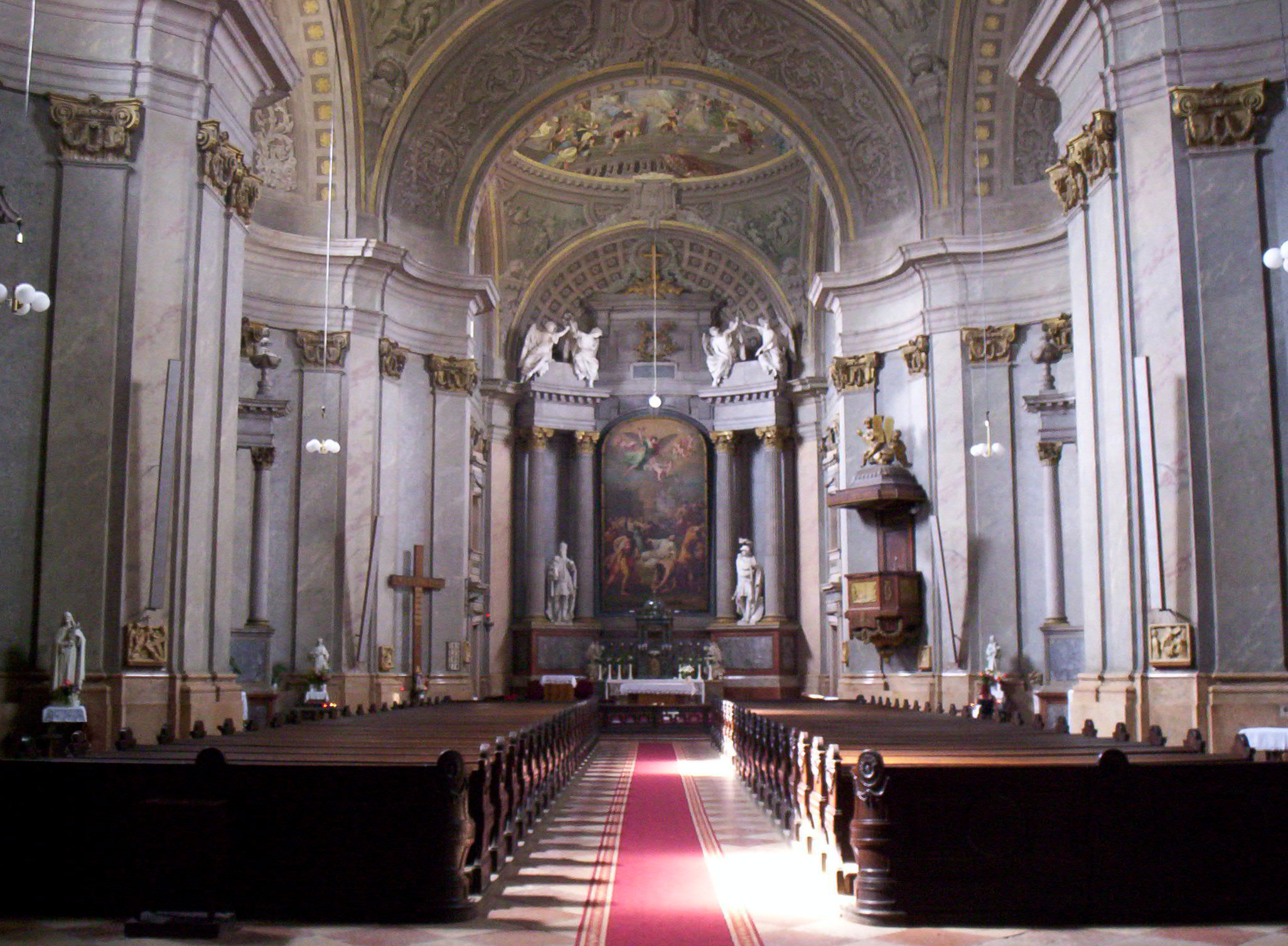
Innenraum der Kirche Szent István vértanú

## Sport
Die Fußball-Mannschaft von Lombard Pápa spielt zurzeit in der Nemzeti Bajnokság, der 1. Liga Ungarns.

## Politik
Der Bürgermeister der Stadt heißt Támas Áldozó. Er ist auch Vertreter im Parlament.

## Militär
Der Luftwaffenstützpunkt Pápa der ungarischen Luftstreitkräfte ist der Hauptstandort der Strategic Airlift Capability. Hier ist unter anderem der Einsatzverband, die sogenannte Heavy Airlift Wing, mit drei C-17-Transportflugzeugen stationiert.

## Städtepartnerschaften

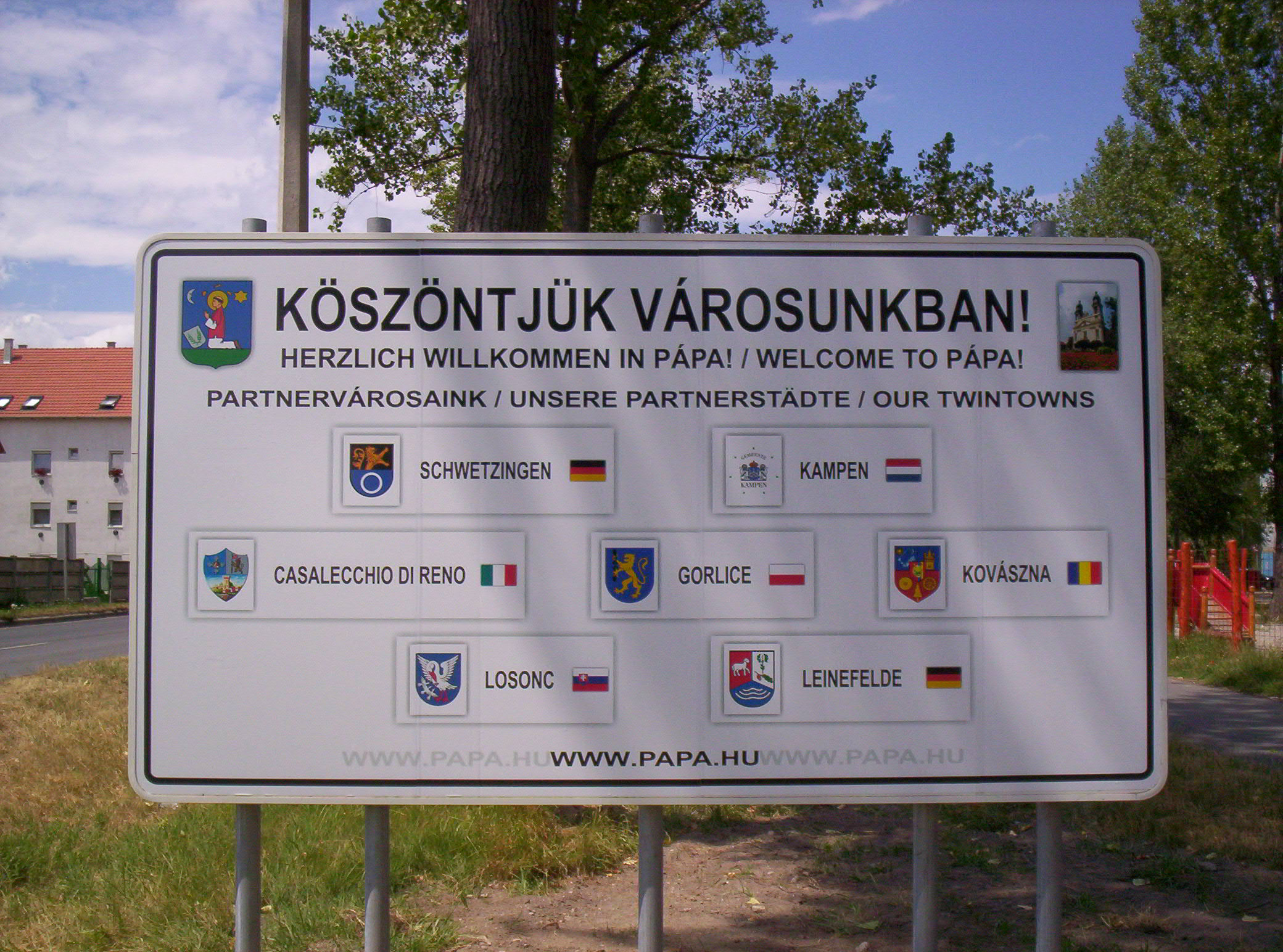
Schild der Städtepartnerschaften in Pápa

Pápa unterhält die folgenden Städtepartnerschaften:
- Kampen in den Niederlanden
- Gorlice in Polen
- Schwetzingen in Deutschland
- Casalecchio di Reno in Italien
- Lučenec in der Slowakei
- Kovászna in Rumänien
- Leinefelde in Deutschland seit 2005[5]

## Söhne und Töchter der Stadt
- Ferdinand Villax (1784–1857), Zisterzienser und Abt des Klosters Zirc
- Johann von Zimmermann (1820–1901), deutscher Schlosser, Werkführer, Erfinder und Unternehmer
- Josef Moeller (1848–1924),  Mediziner, Pharmakognost und Ordinarius
- Raphael Breuer (1881–1932), Rabbiner
- Andor Lázár (1882–1971), Jurist und Politiker
- Isaac Breuer (1883–1946), Philosoph, Vertreter des orthodoxen Judentums
- Josef Somló (1884–1973), Filmproduzent und Manager der österreich-ungarischen und deutschen Filmwirtschaft
- Zoltán Blum (1892–1959), Fußballspieler und -trainer
- Zoltán Horusitzky (1903–1985), Komponist, Pianist und Musikpädagoge
- László Havasi (1922–1992), Offizier
- Andrew Laszlo (1926–2011), Kameramann
- Zsuzsa Vathy (1940–2017), Schriftstellerin
- Zoltan Kunszt (* 1944), theoretischer Physiker
- Csaba Vadász (* 1960), Ringer
- Ferenc Gyurcsány (* 1961), Politiker, ungarischer Ministerpräsident (2004–2009)
- Norbert Mészáros (* 1980), Fußballspieler
- Éva Orbán (* 1984), Leichtathletin